# Cultura Przeworsk
Cultura Przeworsk este parte a unui complex arheologic din Epoca Fierului, datând din secolul al III-lea î.Hr. până în secolul al V-lea. Aceasta a fost situat în ceea ce este acum centrul și sudul Poloniei, mai târziu, răspândindu-se în teritorii din estul Slovaciei și Subcarpatia cuprinsă între râurile Oder și Vistula de mijloc și superioară și până la izvoarele râurilor Nistru și Tisa. Această cultură poartă numele orașului Przeworsk (din Polonia) unde s-au găsit primele artefacte.

## Influența
Oamenii de știință consideră cultura Przeworsk ca un amalgam format din culturi locale. Continuitatea cu cultura Pomerania precedentă se observă, deși a fost modificată prin influențe semnificative din partea culturilor La Tène și Jastorf.
Cultura Przeworsk este uneori asociată cu vandalii de către geografii antici, precum și cu alte popoare estice, cum ar fi slavii. Se crede că Vandalii  au migrat din Scandinavia pe coasta Mării Baltice a Poloniei, probabil în secolul al II-lea î.Hr., dar este posibil încă din secolul al V-lea î.Hr, ca în jurul anului 120 î.Hr. să se stabilească în Silezia.
Este posibil ca purtătorii culturii Przeworsk să fi fost confundați, alături cu cei ai culturii Zarubînți, cu bastarnii. Acest fapt este datorat de menționarea între secolele I-III a bastarnilor ca adversari ai Imperiului Roman, cu toate că la acest moment cultura materială a acestora deja dispăruse.

## Caracteristici
Principala caracteristică a culturii Przeworsk sunt mormintele, marea majoritate fiind crematorii, cu înhumare este ocazională. Morminte războinicilor sunt notabile, incluzând adesea pinteni. Unele morminte sunt extrem de bogate, umbrind mormintele unor grupuri germanice vestice, mai ales după 400 d. Hr.

## Declinul
Declinul culturii la sfârșitul secolului al IV-lea coincide cu invazia hunilor și migrația ulterioară spre vest a grupurilor germanice. Alți factori pot include criza socială care a avut loc ca urmare a prăbușirii lumii romane, datorită contactelor comerciale menținute cu popoarele de dincolo de granițele sale. În secolul al V-lea, apare cultura Praga-Korchak în bazinul Vistulei.
- CommonsWikimedia Commons conține materiale multimedia legate de Cultura Przeworsk